# Trädgårdsföreningen

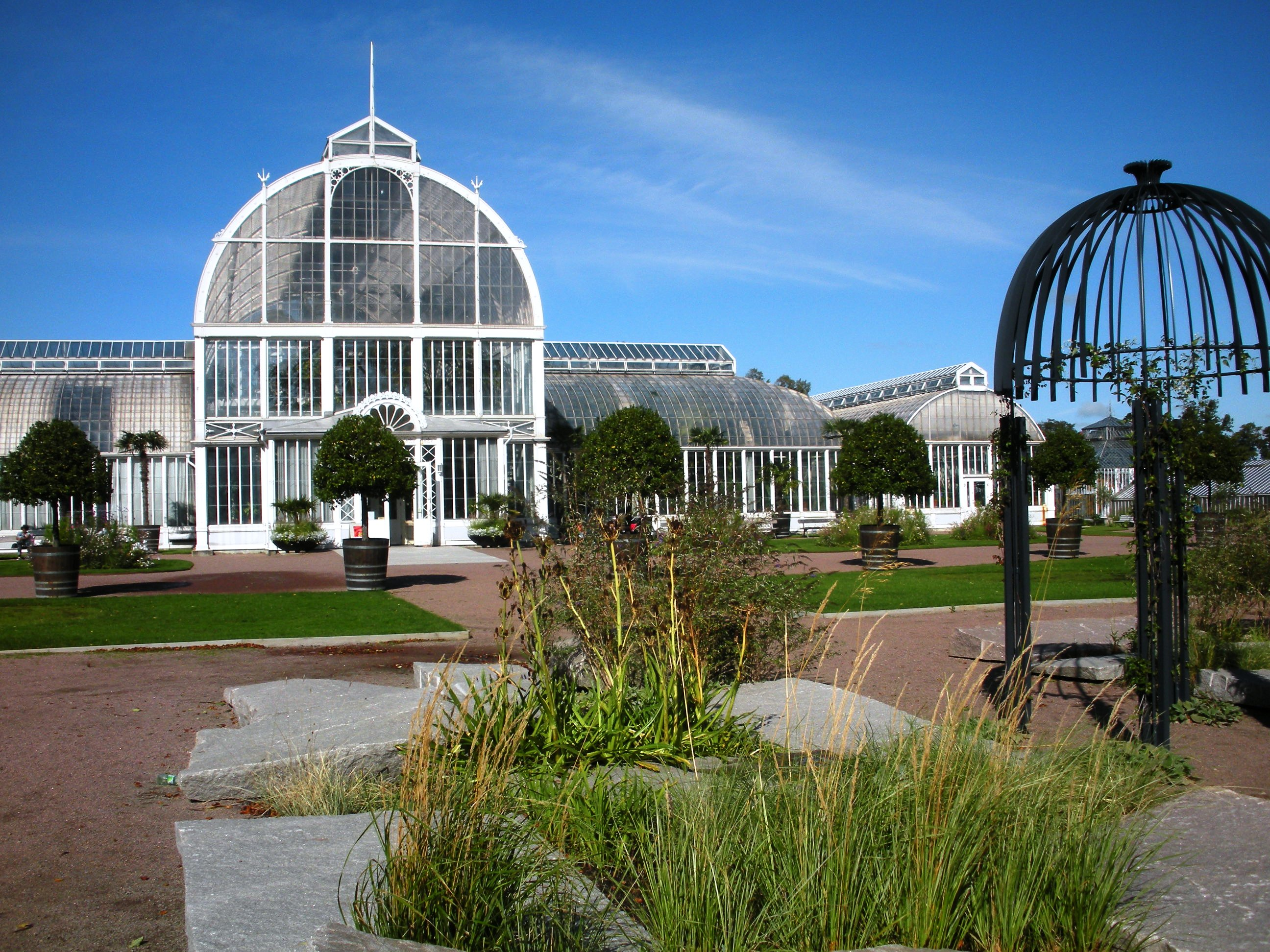
Palmiarnia

Trädgårdsföreningen – park w centrum Göteborga w Szwecji założony w 1842 roku z elementami ogrodu botanicznego. Z inicjatywą jego utworzenia wyszedł Henric Elof von Normann,  a ufundował król Karol XIV Jan. W parku istnieje rozarium, w którym uprawia się 1400 gatunków i odmian róż. 
Charakterystycznym budynkiem  w parku jest palmiarnia z 1878 roku, której powierzchnia wynosi blisko 1000 m². Wewnątrz jest podzielona na części odpowiadające poszczególnym klimatom i ich roślinności. 
Znajdują się tu także kawiarnie i sklepiki.